# Якаць-Дворна
Якаць-Дворна (пол. Jakać Dworna) — деревня в Ломжинском повете Подляского воеводства Польши. Входит в состав гмины Снядово. Находится примерно в 20 км к югу от города Ломжа. По данным переписи 2011 года, в деревне проживал 81 человек.
В 1960-х годах в деревне был установлен памятник старшему сержанту Сергею Михайловичу Белюстину и другим воинам 2-го Белорусского фронта, погибшим при освобождении Польши. Памятник установлен на братской могиле, где похоронен Белюстин. Имя Сергея Белюстина было присвоено местной школе.